# قرمدي
قرمدي هي جزيرة صغيرة تابعة لأرخبيل قرقنة، وتقع بأقصى الأرخبيل من الجهة الشرقية محاذية لجزيرة شرقي.